# Certificado Digital A1
O Certificado Digital é um documento eletrônico que garante a autenticidade e a integridade de transações realizadas na internet, permitindo que pessoas e empresas se identifiquem e assinem documentos digitalmente. O Certificado Digital A1 é validado pela Autoridade de Certificação Intermediária ICA, sendo emitido e armazenado em um dispositivo como um token USB ou um cartão inteligente. Diferente do Certificado Digital A3, que é emitido em uma mídia física e tem validade de até três anos, o Certificado Digital A1 é gerado em software e tem validade de um ano, podendo ser armazenado em dispositivos móveis como smartphones e tablets.<s*ref>«Certificado Digital A1: O que é e como funciona?». CERTISIGN</ref>

## Utilizações
O Certificado Digital A1 pode ser utilizado em diversas áreas, tais como comércio eletrônico, assinatura de contratos, acesso a sistemas governamentais, emissão de notas fiscais eletrônicas, entre outros. Ele é muito utilizado em setores como o jurídico, contábil, fiscal e de recursos humanos.

## Vantagens e desvantagens
Entre as vantagens do Certificado Digital A1 está o fato de que ele é mais acessível e fácil de usar do que outras modalidades de certificado, como o A3. Ele pode ser armazenado em dispositivos móveis e é emitido em software, o que o torna mais prático e econômico para pequenas empresas e profissionais liberais. No entanto, o Certificado Digital A1 apresenta alguns riscos, como a possibilidade de perda ou roubo do dispositivo em que está armazenado, o que pode comprometer a segurança dos dados. Além disso, ele é mais vulnerável a ataques cibernéticos do que outros tipos de certificados.<s*ref>«Quais são as diferenças entre os tipos de Certificados Digitais?». Certisign</ref>

## Proteção
Para mitigar os riscos associados ao Certificado Digital A1, é importante adotar medidas de segurança como manter o sistema operacional e o software de segurança atualizados, fazer backups regulares do certificado, evitar instalar softwares de origem desconhecida e usar senhas fortes e complexas. É também recomendável proteger o dispositivo em que o certificado está armazenado com senha ou criptografia.